# Région de la mer du Nord

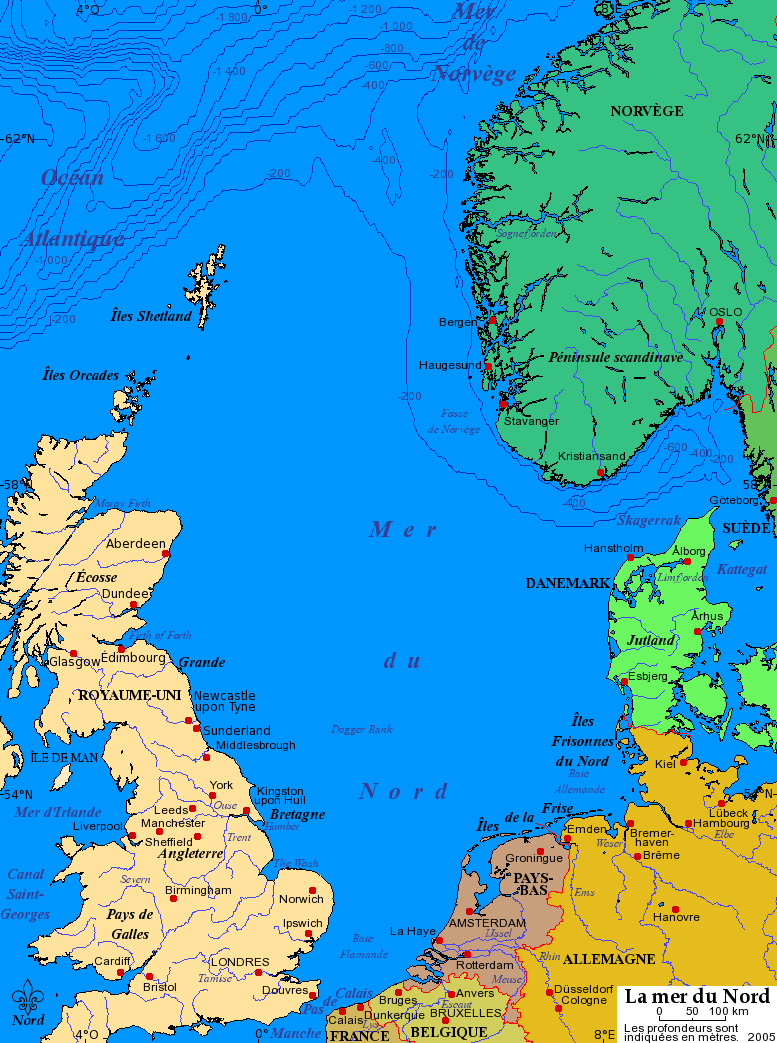
Carte de la région de la mer du Nord

La Région de la mer du Nord, comprend les pays et les régions d'Europe qui ont accès à la mer du Nord. Elle se caractérise par une forte unité culturelle et de coopération économique dont les bases ont été jetées durant l'ère viking et celle de la Ligue hanséatique.
Bien qu'il ne s'agisse pas formellement d'une entité politique, la Région de la mer du Nord se trouve représentée auprès d'organisations internationales telle que la commission de la mer du Nord (en) ou de programmes de coopération transnationaux comme le programme de la Région de la mer du Nord (en) au sein de l'Union européenne.

## Aire géographique

### La commission de la mer du Nord
Ce partenariat regroupe la plupart des communes norvégiennes, les provinces suédoises de Halland et de Västra Götaland , les trois régions danoises du Jutland du Nord, du Jutland central et du Danemark du Sud, une partie de l'Allemagne du Nord, les Pays-Bas, le Nord de la France ainsi que les comtés orientaux de l'Angleterre et de l'Écosse.

### Le programme de la Région de la mer du Nord
La Région de la mer du Nord, telle que définie par le programme opérationnel 2007-2013 recouvre une zone de 664 000 km2. Elle englobe l'ensemble de la Norvège et du Danemark, l'Est du Royaume-Uni, une partie de la Flandre belge, le Nord-Ouest de l'Allemagne et des Pays-Bas, ainsi que le Sud-Ouest de la Suède. Toute cette région est interconnectée par le bassin maritime de la mer du Nord.

## Démographie
La zone de coopération au sens du programme de la Région de la mer du Nord rassemblait en 2003 60 millions d'habitants. Sa densité est très variable, allant des régions faiblement peuplées comme le comté de Finnmark en Norvège (1,5 hab./km2) aux centres urbains comme la ville allemande de Hambourg (2 243 hab./km2).

## Économie
La Région de la mer du Nord appartient à l'une des zones les plus prospères de l'Union européenne. La moyenne de PIB par habitant s'y élève à 28 516 euros (valeur 2002). Le taux de chômage y est inférieur à la moyenne européenne dans la plupart des zones de la Région. Il faut toutefois noter la disparité en termes économiques et de chômage qui s'établit entre les différentes aires géographiques qui constituent la Région de la mer du Nord.
De plus, la structure économique des régions qui bordent la mer du Nord est confrontée au XXIe siècle à des changements profonds, tels que le resserrement du marché du travail agricole ou piscicole et le déclin des vieilles zones industrielles.